# عملیات منبع ویژه
عملیات منبع ویژه، یکی از بخش‌های آژانس امنیت ملی ایالات متحده آمریکا است که مسئول همه برنامه‌های گردآوری داده از کابل‌های فیبر نوری و تلفن‌خانه‌های اصلی در داخل و خارج از آمریکا و همچنین شرکت‌های همکار آن سازمان است. وجود این برنامه در سال ۲۰۱۳ (میلادی) توسط ادوارد اسنودن آشکار شد. به گفته او واحد عملیات منبع ویژه، «تاج سر آژانس امنیت ملی» است.
بر پایه یکی از اسناد اسنودن، این واحد، کار خود را در سال ۲۰۰۶ (میلادی) آغاز کرد. در آن هنگام، آژانس امنیت ملی، "در هر ۱۴/۴ ثانیه، اطلاعاتی به اندازه کتابخانه کنگره آمریکا" را گردآوری می‌کرد. واشینگتن پست، نشان رسمی واحد عملیات منبع ویژه را اینگونه توصیف می‌کند: "ممکن است تقلید باشد: یک عقاب با همه کابل‌های جهان در چنگال‌هایش."

## برنامه‌های اصلی
اسم رمز پنج برنامه بزرگ واحد عملیات ویژه عبارت است از:
- دانسینگ‌اوآسیس
- اسپینرت
- مونلایت‌پد
- اینسنسر
- آزورفینیکس

## دیگر برنامه‌ها
دیگر برنامه‌های شناخته شده عبارتند از:
- پریزم: گردآورنده اصلی داده بر پایه لایحه نظارت بر اطلاعات خارجی
- ماسکولار: گردآورده کوچکتر داده از رایانش‌های ابری گوگل و یاهو!
- آپ استریم کالکشن با زیرمحموعه‌های:
  - فرویو
  - بلرنی
  - استورم‌برو
  - اوکستار